# Río Hayes
El río Hayes (del inglés: Hayes River) es un río canadiense que se encuentra por la Región Norte de la provincia de Manitoba, y que fluye desde el lago Molson hasta la bahía de Hudson, donde desagua en York Factory.
Tiene una longitud de 483 km, un caudal medio de 590 m³/s y drena una cuenca de 108.000 km², similar a países como Cuba, Bulgaria, Guatemala, Corea del Sur o Islandia.
Históricamente, se trata de un importante río en el desarrollo de Canadá, y hoy es un río que forma parte del sistema de ríos del patrimonio canadiense. Es un río que está totalmente sin alterar, siendo el curso natural más largo de Manitoba.

## Curso
El río comienza en el lago Molson, un amplio lago de 45 km de largo, 22 km de anchura y unos 400 km², localizado a unos 55 km al noreste de la punta norte del lago Winnipeg y a una altura de 221 m. Deja el Hayes el lago Molson y fluye en dirección norte y noreste hasta llegar a Robinson Like, a unos 10 km al noreste. Justo antes de llegar al lago Robinson, el pequeño río Echimamish (65 km) le aborda desde el oeste. Este curioso río le conecta directamente con el río Nelson y fue usado tradicionalmente por los Coureur des bois#voyageurs para llegar a la fábrica de York, en la bahía de Hudson: se remontaba el Hayes y se cruzaba hacia el Nelson, que se seguía aguas abajo hasta alcanzar el puesto comercial de Norway House, Manitoba, en el extremo norte del lago Winnipeg.
Al noreste del lago Robinson están las cataratas Robinson y el largo portage Robinson, una conexión por tierra de varios kilómetros que era el portaje más largo entre la bahía de Hudson y Edmonton. En este tramo del Hayes está Hill Gates, un largo y estrecho desfiladero de algo menos de 2 km de longitud. Más allá, el Hayes atraviesa el lago Logan y pasa por el asentamiento de Wetikoweskwattam para llegar luego al lago Opiminegoka, donde recibe al río Lawford, que llega del noreste. Sigue a través del lago Windy y de las cataratas Wipanipanis hasta llegar al lago Oxford, en un lugar a unos 50 km al noreste de su fuente en el lago Molson. Sale del lago Oxford por Oxford House y a continuación se encamina al sureste, siguiendo por las cataratas Trout hasta el lago Knee. Saliendo del lago Knee, el Hayes pasa por una serie de rápidos y a través de varios canales para ensancharse después al entrar en el lago Swampy (literalmente, lago Pantanoso). En el extremo este de este lago, a unos 125 km al noreste del lago de Molson y a unos 240 km de la bahía de Hudson, está Dramstone, donde los viajeros que llegaban del este tomaban un trago para celebrar haber conseguido superar la parte más difícil del río. Incluyendo los rápidos localizados aguas abajo del lago Knee, en un tramo de unos 80 km (aproximadamente un 1/6 de su longitud) el Hayes pierde 5/7 de su elevación. Desde el lago Swampy el río discurre a través de un tramo de rápidos constantes y, pasado Hill Brassy, aumenta 140 m por encima del río, y recibe por la derecha a su afluente, el río High Hill. El Hayes sigue luego en dirección noreste a través de un estrecho cañón de unos 100 km, en un tramo en el que pasa por las cataratas Whitemud y las cataratas Berwick, y recibe a su principal tributario por la izquierda, el río Fox (a una altura de 43 m). Continúa el río en su tramo final al noreste y recibe por la derecha a su principal tributario, el río Gods (de unos 150 km, a una altura de 24 m) y finalmente llega a su desembocadura en la bahía de Hudson, inmediatamente al sur de la dgran esembocadura del río Nelson y al norte de la boca del pequeño río Machichi.
Anteriormente, los diferentes tramos del Hayes antes tenían nombres diferentes: según una de las fuentes eran los siguientes: río Hayes, desde la boca hasta la confluencia con el río Gods; río Steel, hasta la confluencia con el río Fox; río Hill, hasta el lago Knee; río Trout, hasta el lago Oxford; y por encima del lago Oxford, río Weepinipanish y río de Franklin. Otra fuente menciona los ríos Trout, Bourbon, Jack Tent, Factory, Steel, Rabbit y Hill, y la rivière du Roc.
Algunos accidentes destacados en el río son las cataratas y cascadas y las zonas de rápidos de aguas bravas, algunos grandes sistemas lacustres, zonas de valles profundos y quebradas, así como zonas intermareales.

## Historia
Mucho antes de que los europeos llegaran a Canadá, las Primeras Naciones de Manitoba ya estaban utilizando la región del río Hayes para establecer antiguos campamentos, como acreditan las pictografías encontradas. El río atraviesa el territorio tradicional de cuatro de las Primeras Naciones: Norway House Cree Nation, Bunibonibee Cree Nation, Shamattawa First Nation y York Factory Cree Nation. Sigue siendo una fuente importante de la cosecha tradicional de las Primeras Naciones.
Después de la llegada de los europeos a América del Norte, el río se convirtió en un eslabón importante en el desarrollo de Canadá. En 1684, el río Hayes fue nombrado en honor de Sir James Hayes, miembro fundador de la Compañía de la Bahía de Hudson (HBC) y secretario del Príncipe Rupert, por el comerciante/explorador francés Pierre-Esprit Radisson. En su boca, la HBC estableció en 1684 la fábrica de York, que sirvió como sede de la compañía en América del Norte hasta 1957.
El río Hayes fue la ruta principal entre la fábrica de York y la Norway House, en el interior del continente, para exploradores, comerciantes de pieles, viajeros y colonizadores europeos desde 1670 hasta 1870. Para llegar desde el Hayes a la Norway House se requería un corto viaje descendiendo el río Nelson, para luego entrar en el pequeño río Echimamish y remontarlo hasta el Painted Stone Portage. Este pequeño portaje de solamente 10 m de piedra, separa las cuencas hidrográficas de los ríos Hayes y Nelson. Esta ruta se convirtió en el último tramo de la York Factory Express, la ruta conocida como La Comunicación (the Communication), una vez que se estableció a principios del siglo XIX, y que conectaba a sede regional de la HBC del Distrito de Columbia, en Fort Vancouver, con la York Factory.

## Historia natural

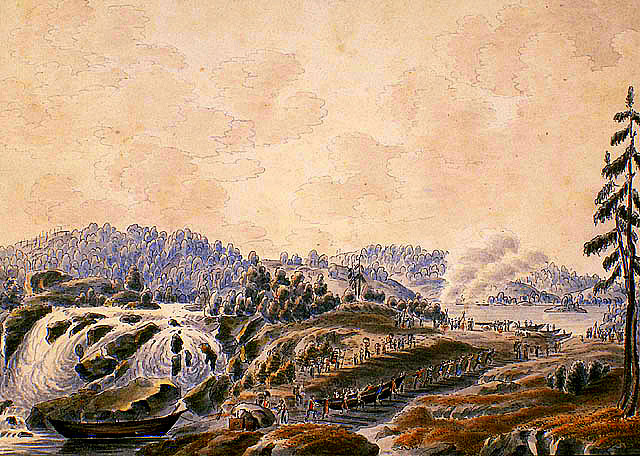
Una brigada de barcos York en un transporte en la ruta voyageur por Peter Rindisbacher en 1821.

El Hayes fluye a través de algunas de las áreas naturales más prístinas de Manitoba. En el río viven muchas especies de animales, como el oso polar, glotón, alce, caribú de los bosques (Rangifer tarandus caribou), gaviota marfil (Pagophila eburnea), águila calva, esturión, trucha de arroyo, beluga, así como una amplia gama de otras especies silvestres. Yendo de sur a norte, sus orillas están pobladas por densos bosques de abeto, que van cambiando a un mosaico de especies de menor crecimiento como el abeto negro, el alerce oriental y turberas y áreas pantanosas.
En la actualidad, se llevan a cabo evaluaciones ambientales para construir un puente que pueda ser usado de forma permanente, todo el año, al norte de Wipanipanis Falls, lugar donde una carretera de invierno cruza el Hayes.[cita requerida]
El río Hayes se convirtió en un río integrante del sistema de ríos del patrimonio canadiense el 11 de junio de 2006.

## Economía
Hoy en día, el río permanece intacto. No hay presas ni desarrollo fluvial en su curso, siendo el río más largo que fluye naturalmente en Manitoba y, por tanto, uno de los favoritos para la práctica de rutas en canoa. Ofrece a los visitantes y a la población local la posibilidad de experimentar actividades de recreo (como el piragüismo y los paseos en bote, la caza y pesca) y de visitas para conocer el patrimonio histórico yaprender sobre las rutas fluviales del antiguo comercio de pieles en Canadá.

## Afluentes
- arroyo Fountain (derecho)
- arroyo French (derecho)
- arroyo Ten Shilling (derecho)
- arroyo Blackwater (izquierdo)
- río Pennycutaway (izquierdo)
- arroyo Prost (izquierdo)
- arroyo Rapid Hill (derecho)
- río Fox (izquierdo)
- arroyo Kakwa (izquierdo)
- río Tachipo (derecho)
- arroyo Apetowikossan (izquierdo)
- arroyo Namas (izquierdo)
- río Kokasanakaw (izquierdo)
- lago Knee
  - río Keyask (derecho)
  - río Wolf (derecho)
  - río Kaneesatiki (derecho)
  - arroyo Magill (derecho)
- río Kapakiskok River (izquierdo)
- arroyo Kiasokanowak (izquierdo)
- lago Oxford
  - arroyo Laidlaw (derecho)
  - río Wapatakosanik (izquierdo)
  - río Semple (izquierdo)
  - río Minaposkatay (izquierdo)
  - río Carrot River (izquierdo)
  - arroyo Porcupine Hill (izquierdo)
  - río Oskatosko (izquierdo)
- río Lawford (izquierdo)
- arroyo Muskwa (derecho)